# タイラン・ウォーカー (バスケットボール)
タイ・ウォーカー（Ty Walker）ことタイラン・ウォーカー（Tyran Walker、1989年8月7日 - ）は、アメリカ合衆国のバスケットボール選手である。身長213cm、体重104kgで、ポジションはセンター。ポーランドのAZSコシャリンに所属している。
1989年、ノースカロライナ州ウィルミントンに生まれる。高校では2008年のノースカロライナ州最優秀選手に選ばれ、ウェイクフォレスト大学では大学史上5位となる通算144ブロックショットを記録し、また同1試合平均2.1はティム・ダンカンに次ぐ史上2位であった
大学卒業後の2012-2013シーズンは、2012年10月から12月までフランス、リーグ・ナショナル・バスケットボールのリモージュCSPでプレイし、1試合平均3.3得点、3.9リバウンド、1.2ブロックを記録。翌2013年2月からはポーランドのコトフィッツァ・コウォブジェクに所属し同5.2得点、6.6リバウンド、2.7ブロックを挙げ、またショットの成功率は53.7％であった。
2013-2014シーズンは、ボストン・セルティックス傘下のDリーグ、メイン・レッドクローズで25試合に出場し、1試合平均6.52得点、7.4リバウンド、3.2ブロック。2014年2月に同じくDリーグのエリー・ベイホークスにトレードされた後は17試合に出場し5.0得点、4.56リバウンド、1.0ブロックであった。
2014年8月、秋田ノーザンハピネッツはウォーカーとの契約合意を発表し、ウォーカーは2014-15シーズンを秋田でプレイすることになった。30試合に出場し、1試合平均5.7得点、7.0リバウンドの記録を残したが、シーズン途中の2015年1月20日、秋田はウォーカーとの契約を解除した。その後ウォーカーは2015年2月3日よりDリーグのリノ・ビッグホーンズに加わり、15試合で1試合平均12.9分出場、2.73得点、3.13リバウンドの成績を残し、シーズンを終えた。
2015-16シーズン、Dリーグに新たに加わることになったラプターズ・905の拡張ドラフトにて14番目に指名されたが、ラプターズには加わらず、ポーランドのトップリーグにあたるタウロン・バスケットボールリーグのAZSコシャリンと契約した。

## 個人成績
| シーズン | チーム | GP | GS | MPG | FG%   | 3P%  | FT%   | RPG | APG | SPG | BPG | TO  | PPG |
| -------- | ------ | -- | -- | --- | ----- | ---- | ----- | --- | --- | --- | --- | --- | --- |
| 2014-15  | 秋田   | 30 | 14 | 20  | 56.7% | 0.0% | 46.2% | 7.0 | 0.9 | 0.4 | 1.7 | 1.1 | 5.7 |